# Polykaste (Tochter des Nestor)
Polykaste (altgriechisch Πολυκάστη Polykástē) ist eine Person der griechischen Mythologie.
Polykaste ist eine Tochter des Nestor, bei Homer wird als ihre Mutter Eurydike angegeben, in der Bibliotheke des Apollodor hingegen Anaxibia. Ihre Geschwister sind Peisidike, Perseus, Stratichos, Aretos, Peisistratos, Echephron, Antilochos und Thrasymedes.
Bei Homer wird sie die jüngste Tochter des Nestor genannt, die dem bei Nestor einkehrenden Telemachos das Bad bereitet und ihn danach ankleidet. Im späteren Mythos erscheint sie als Gattin des Telemachos, mit dem sie den Sohn Persepolis hat.
In der Anthologia Palatina werden Telemachos und Polykaste als Eltern des Homer bezeichnet.